# Keigo Yoshino
Keigo Yoshino (吉野圭吾, Yoshino Keigo), né le 1er mars 1971 à Tokyo, est un acteur et chanteur japonais.

## Biographie
Keigo Yoshino est diplômé du département d'art dramatique du lycée Kanto Kokusai.
Dès la fin des années 2000, il témoigne d'une nette préférence pour les antagonistes et les personnages troubles, notamment via ses rôles dans Rebecca, Les Trois Mousquetaires, Lady Bess, Peter Pan ou encore 1789 : Les Amants de la Bastille.
En avril 2009, il a remporté un prix d'interprétation au 34e Kazuo Kikuta Awards pour ses rôles de Joji Hoshino dans Takarazuka Boys et d'Amedeo Modigliani dans Tilting Neck: Modigliani's Broken Brush.

## Scénographie partielle
| Année                            | Title                                   | Rôle                               | Notes                                 |
| -------------------------------- | --------------------------------------- | ---------------------------------- | ------------------------------------- |
| ?                                | Le Petit Prince                         | Le serpent                         |                                       |
| ?                                | Mademoiselle Mozart                     | Emanuel Schikaneder / Don Giovanni | Double rôle                           |
| 1997                             | Victor Victoria                         | ?                                  |                                       |
| 1999                             | La Cage aux Folles                      | Jean-Michel                        |                                       |
| 2001 / 2006                      | Un violon sur le toit                   | Partic                             |                                       |
| 2002 / 2005 / 2007 / 2010 / 2014 | Mozart!                                 | Emanuel Schikaneder                | Captation DVD existante               |
| 2003                             | Les Misérables                          | Enjolras                           |                                       |
| 2006 / 2009                      | Tanz der Vampire                        | Herbert von Krolock                |                                       |
| 2007 / 2008                      | Takarazuka BOYS                         | Joji Hoshino                       | Récompensé au 34e Kazuo Kikuta Awards |
| 2008                             | Tilting Neck: Modigliani's Broken Brush | Amedeo Modigliani                  | Récompensé au 34e Kazuo Kikuta Awards |
| 2008 / 2010 / 2018               | Rebecca                                 | Jack Favell                        |                                       |
| 2011                             | Les Trois Mousquetaires                 | Rochefort                          |                                       |
| 2012                             | Jekyll & Hyde                           | Gabriel John Utterson              |                                       |
| 2014 / 2017                      | Lady Bess                               | Simon Renard                       | Captation DVD existante               |
| 2016                             | Peter Pan                               | James Hook / Mr Darling            | Double rôle                           |
| 2016                             | Hana yori dango, the Musical            | Haruo Makino                       |                                       |
| 2016                             | Sister Act                              | Curtis                             |                                       |
| 2016 / 2018                      | 1789 : Les Amants de la Bastille        | Comte Charles d'Artois             | Captation DVD existante               |
| 2018                             | TRUMP ~ Marigold                        | Henruda                            | Captation DVD existante               |
| 2019 / 2021                      | Don Juan                                | Le Commandeur                      | Captation DVD existante               |
| 2020                             | The Producers                           | Roger de Bri                       |                                       |
| 2022                             | The Man Who Laughs                      | Lord David Dirry-Moir              |                                       |
| 2022                             | Cinderella Story                        | Le Roi                             |                                       |
| 2023 / 2025                      | Beetlejuice                             | Charles                            |                                       |
| 2023                             | Beethoven                               | Prince Ferdinand Kinsky            |                                       |
| 2024                             | No. 6                                   | Rikiga                             |                                       |